# Bala
Bala (románul: Băla, németül: Bolla) falu Maros megyében, Erdélyben, Romániában, az azonos nevű község központja.